# Kathedrale von Puebla

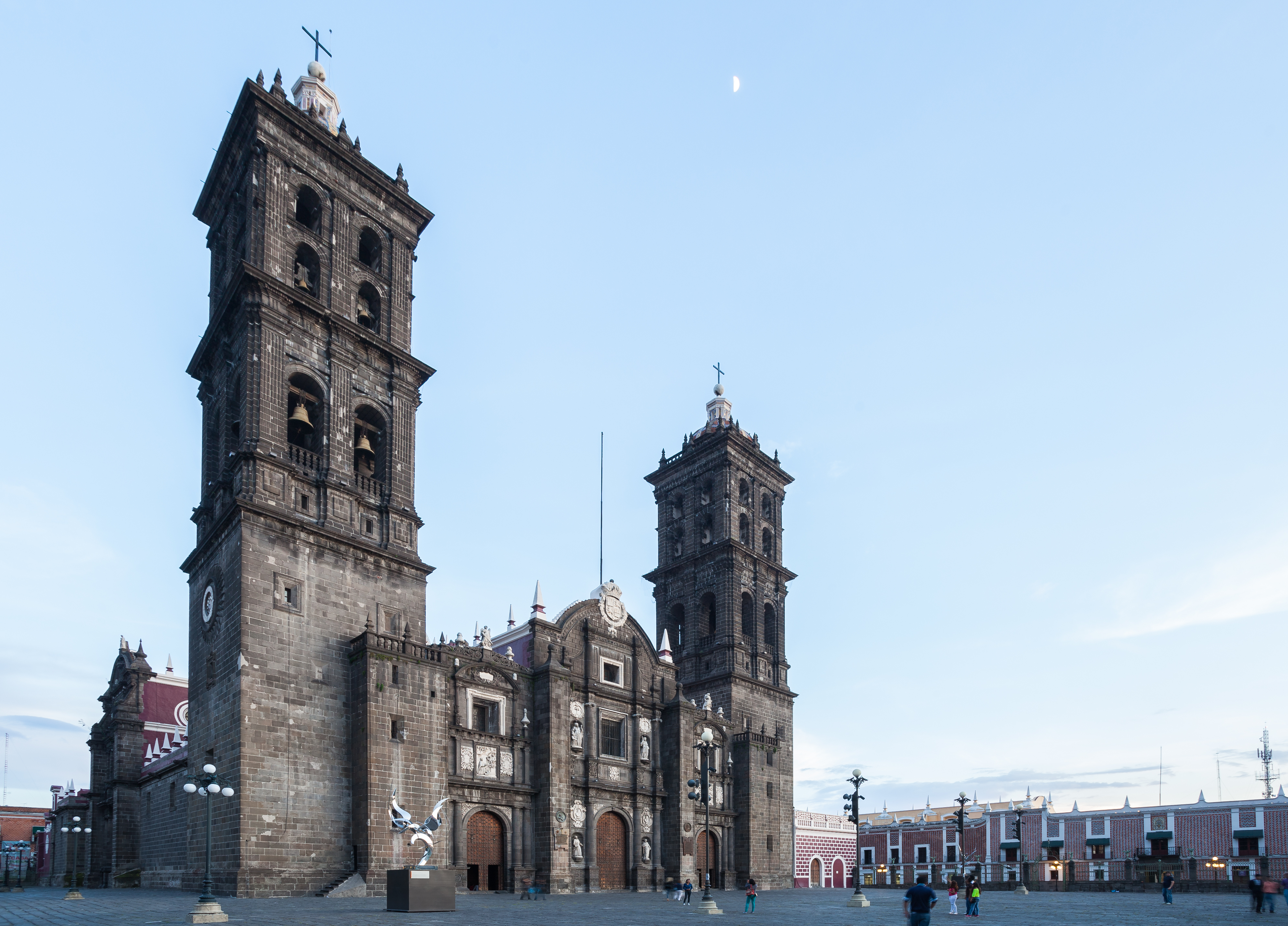
Turmfassade der Kathedrale

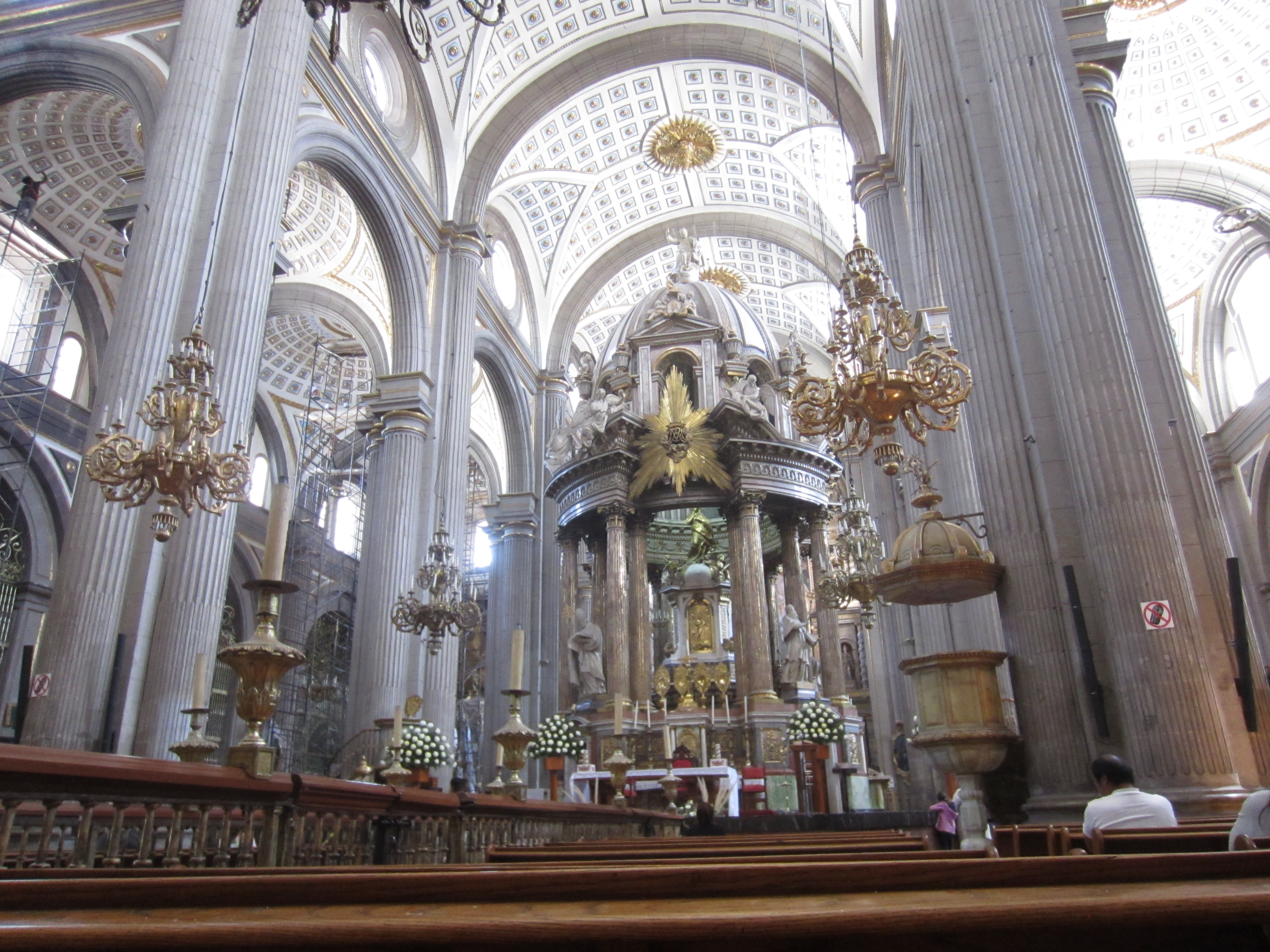
Innenansicht der Kathedrale

Die Kathedrale von Puebla oder die Kathedralbasilika Unserer Lieben Frau der Unbefleckten Empfängnis (spanisch Basílica Catedral de Nuestra Señora de la Purísima Concepción) ist eine römisch-katholische Kirche in der Stadt Puebla, Hauptstadt des gleichnamigen mexikanischen Bundesstaates. Die Kathedrale des Erzbistums Puebla de los Ángeles ist unter der Anrufung der Unbefleckten Empfängnis Maria geweiht und trägt zusätzlich den Titel einer Basilica minor. Die im Herrera-Stil errichtete Kathedrale ist als historisches Denkmal geschützt und zentraler Teil des UNESCO-Welterbes der Altstadt von Puebla.

## Geschichte
Der Beschluss zum Ersatz der existierenden Kathedrale durch einen Neubau erfolgte 1557, der Kirchbau begann im November 1575 unter der Leitung der Architekten Francisco Becerra und Juan de Cigorondo. Der Bau wurde 1626 unterbrochen, der Entwurf wurde 1634 durch Juan Gómez de Trasmonte abgeändert. Unter dem neuen Bischof Juan de Palafox y Mendoza wurden die Baumaßnahmen 1640 wieder aufgenommen. Als Palafox seinen Kampf gegen die Jesuiten und den Vizekönig verlor, wurde er in das kleine Bistum Osma-Soria in Spanien versetzt. Zuvor ließ er die Kathedrale mit 1500 Arbeitern unter der Aufsicht von Pedro García Ferrer weiterbauen, auf dass die Kirchweihe am 18. April 1649 stattfinden konnte, die zugleich sein Abschied von der Diözese war. Die Fertigstellung zog sich dann noch bis 1690 hin. Den Titel einer Basilica minor erhielt die Kathedrale 1904 durch Papst Pius X. verliehen.

## Architektur

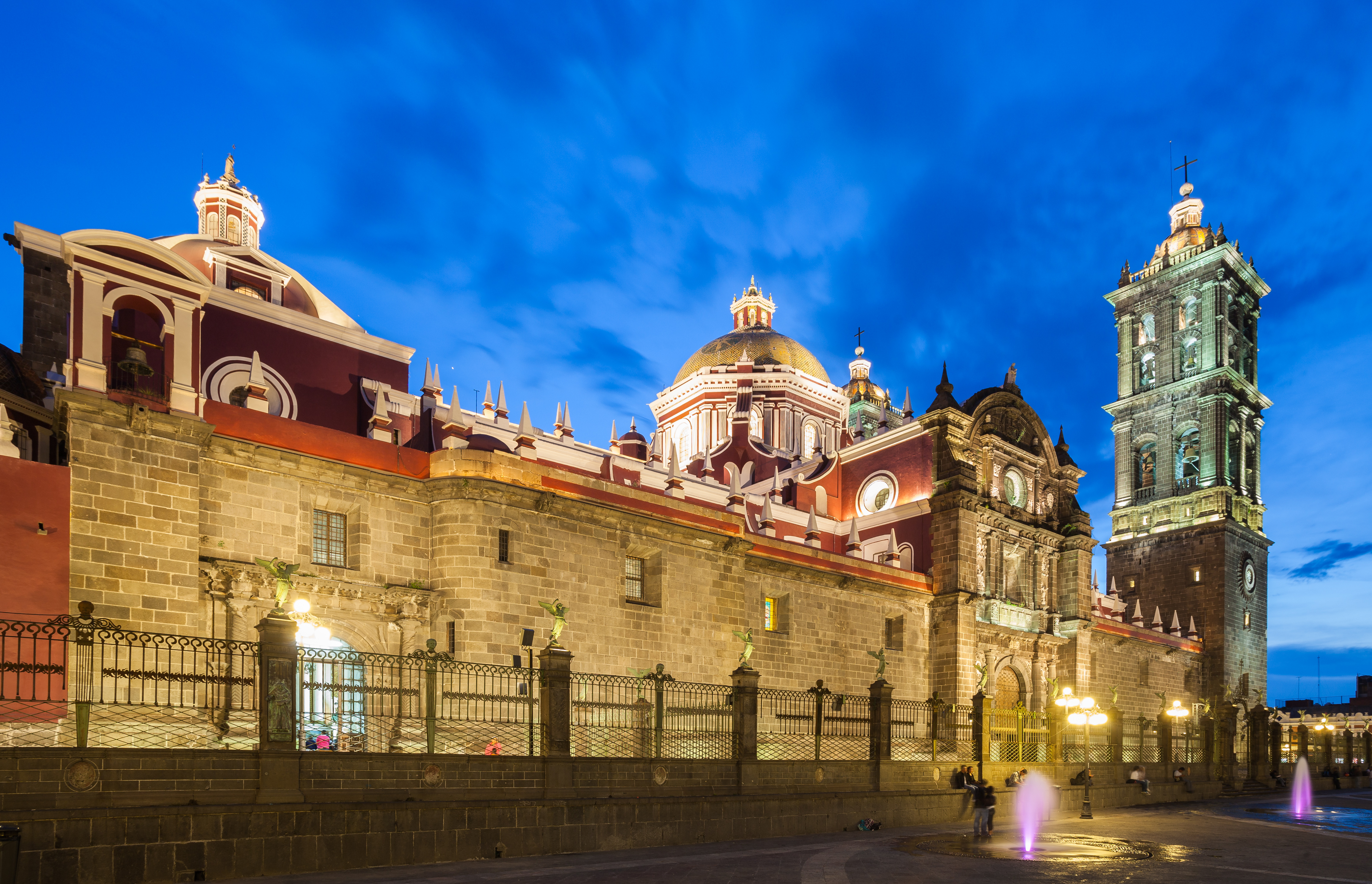
Blick von der Seite in der blauen Stunde

Die fünfschiffige Kirche am zentralen Plaza Mayor hat einen rechteckigen Grundriss. Bei einer inneren Länge von 82 Metern erreicht sie außen 98 Meter bei einer Breite von 52 Metern. Haupt- und Querschiff bilden  Raum die Form eines griechischen Kreuzes, dazu kommen die niedrigeren Seitenschiffe zwei Kirchenschiffe für die Kapellen. Das Mittelschiff wird von 14 dorischen Säulen mit einer Höhe von 15 Metern getragen, über ihm erhebt sich die Hauptkuppel als Vierungsturm mit Tambour, die 43 Meter vom Boden bis zur Laterne misst. Über dem Hauptaltar erhebt sich eine zweite Kuppel. Die Hauptfassade im Renaissancestil wurde aus schwarzem Kalkstein erbaut. Seitlich stehen zwei quadratische Türme, mit etwa 70 Metern die damals höchsten in Mexiko. Einer trägt das Geläut, dessen größte Glocke ein Gewicht von acht Tonnen hat.

## Ausstattung

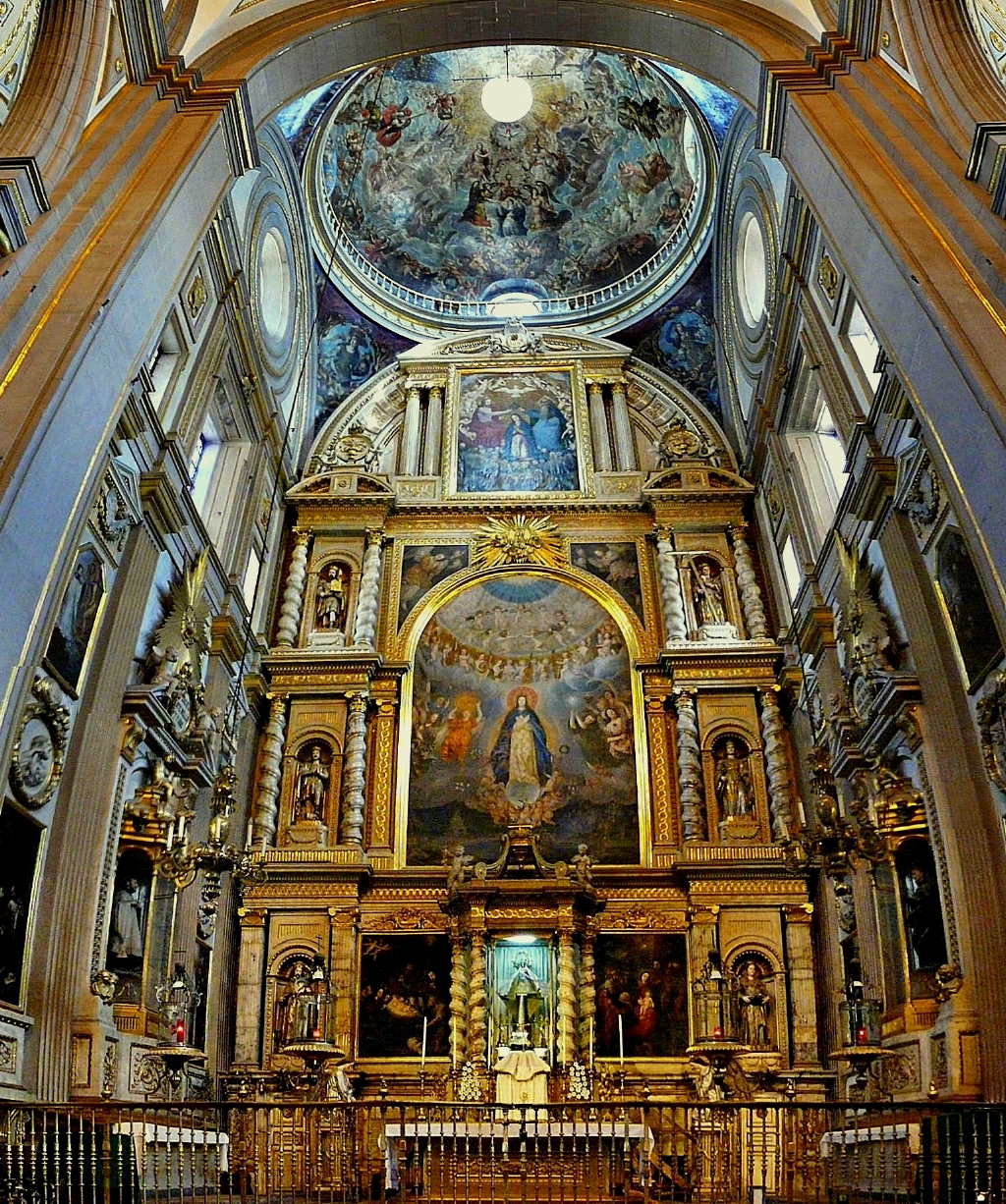
Hauptaltar

Das Innere der Kathedrale ist mit vielen Kunstwerken ausgestattet, die sich in den 14 Seitenkapellen und auf dem Hauptaltar befinden, der auch als Der Altar der Könige bezeichnet wird und von Manuel Tolsa zwischen 1797 und 1818 entworfen wurde. Einige Bischöfe von Puebla sind darunter beigesetzt. An der Rückwand der Kathedrale befindet sich eine Kapelle des Allerheiligsten Sakraments. Das Innere der Kuppel der Apsiskapelle wurde von Cristóbal de Villalpando mit der Himmelfahrt Mariens ausgemalt.